# Rio Prêto (vattendrag i Brasilien, Rio de Janeiro, lat -22,23, long -43,12)
Rio Prêto är ett vattendrag i Brasilien.   Det ligger i delstaten Rio de Janeiro, i den sydöstra delen av landet, 900 km sydost om huvudstaden Brasília.
Omgivningen kring Rio Prêto är huvudsakligen savann. Området är ganska tätbefolkat, med 108 invånare per kvadratkilometer.